# (27094) Salgari
(27094) Salgari (1998 UC23) – planetoida z pasa głównego asteroid okrążająca Słońce w ciągu 3,65 lat w średniej odległości 2,37 j.a. Odkryta 25 października 1998 roku.